# Cerkiew św. Mikołaja Cudotwórcy w Łęczycy
Cerkiew św. Mikołaja Cudotwórcy – niezachowana do czasów współczesnych cerkiew prawosławna w Łęczycy przy ulicy Kaliskiej, wzniesiona w 1913 r., a zburzona w latach 30. XX w.

## O świątyni
Słownik Geograficzny Królestwa Polskiego i innych Krajów Słowiańskich wykazał istnienie cerkwi w Łęczycy w 2. połowie XIX w. Pierwsza świątynia prawosławna w Łęczycy funkcjonowała prawdopodobnie w dawnych magazynach wojskowych, a następnie w niedokończonym kościele pojezuickim.
Cerkiew św. Mikołaja Cudotwórcy wzniesiono na terenach koszar wojskowych z dotacji państwowych oraz datków łęczyckich wiernych prawosławnych. Jej uroczystej konsekracji dokonano 13 listopada 1913 r. Cerkiew była obiektem murowanym, założonym na planie krzyża greckiego. Nad przecięciem się naw cerkwi wznosiła się półeliptyczna kopuła z pozłoconym krzyżem na jej szczycie. Do świątyni wchodziło się przez kruchtę z nadbudowaną nad nią dzwonnicą, zwieńczoną mniejszą kopułą również z pozłoconym krzyżem na jej szczycie. Cerkiew reprezentowała styl neobizantyjski. Był to standardowy projekt cerkiewny i podobny architektonicznie obiekt znajdował się w Sieradzu. Wewnątrz świątyni znajdował się dębowy ikonostas, wnętrza zaś zdobiły freski.

## Okres międzywojenny
Tuż po odzyskaniu przez Polskę niepodległości w 1918 r. cerkiew sprofanowano, a jej budynek przeznaczono na magazyn miejski (planowano przekształcenie jej w kaplicę szkolną, ale stan techniczny już na to nie pozwolił). Ostatecznie w latach 1935–1936 została zburzona decyzją władz sanacyjnych w ramach zakrojonej na szeroką skalę akcji rewindykacji cerkwi prawosławnych w II Rzeczypospolitej. W celu zburzenia świątyni zawiązany został specjalny komitet obywatelski, którego celem była kwesta na rozbiórkę. Z pozyskanego w ten sposób materiału dokończono budowę łaźni miejskiej. Najprawdopodobniej to właśnie z łęczyckiej cerkwi pochodzi ikona św. Mikołaja umieszczona w ołtarzu głównym kościoła św. Mikołaja w Tumie.

## Cmentarz prawosławny w Łęczycy
W Łęczycy zachowały się w obrębie cmentarza rzymskokatolickiego relikty cmentarza prawosławnego – łącznie ok. 30 pomników i grobowców wojskowych, urzędników oraz ich rodzin. Łęczycka nekropolia prawosławna powstała w wydzielonej po powstaniu listopadowym części cmentarza rzymskokatolickiego. Po 1918 włączono jej obszar ponownie w granice cmentarza rzymskokatolickiego.